# World Rally Car
World Rally Car (abreviado WRC) es una homologación de automóviles de carreras dictada por la FIA y utilizada en el Campeonato Mundial de Rally. Los constructores que obtienen esta homologación en sus vehículos deben seguir una serie de regulaciones y normas. Esta regulación técnica obliga a que un WRC sea tomado de un automóvil de calle, del cual se hayan fabricado, por lo menos, 2500 unidades, con base en un modelo preexistente del Grupo A.
Un World Rally Car debe tener un peso mínimo de 1230 kilogramos y un motor de gasolina con cilindrada menor a 2.0 litros. Se permite el uso de turbocompresor con sistema anti-retardo, tracción a las cuatro ruedas, diferenciales activos, caja de cambios secuencial y apéndices aerodinámicos. El margen de modificaciones permitidas es mayor que en los Grupo A y, a diferencia de estos, no hay obligación de cumplir con ciertas "homologaciones especiales" para que sus automóviles sean aprobados. El modelo base no debe tener necesariamente las mismas características del WRC: los Peugeot 206, Peugeot 307, Ford Focus y Škoda Fabia de serie no tienen motores de gasolina con turbocompresor ni tracción a las cuatro ruedas. La suspensión y los neumáticos son adaptados al tipo de terreno a recorrer, como asfalto o gravilla, y a su condición temporal, ya sea que esté cubierto de nieve o de hielo.
Generalmente los World Rally Car los usan los equipos oficiales en el Campeonato del Mundo pero también es posible ver a un piloto privado con un WRC de alquiler y una evolución vieja.
En junio de 2019 la FIA aprobó el reglamento para la entrada los WRC híbridos que llegarán a partir de la temporada 2022.

## Historia

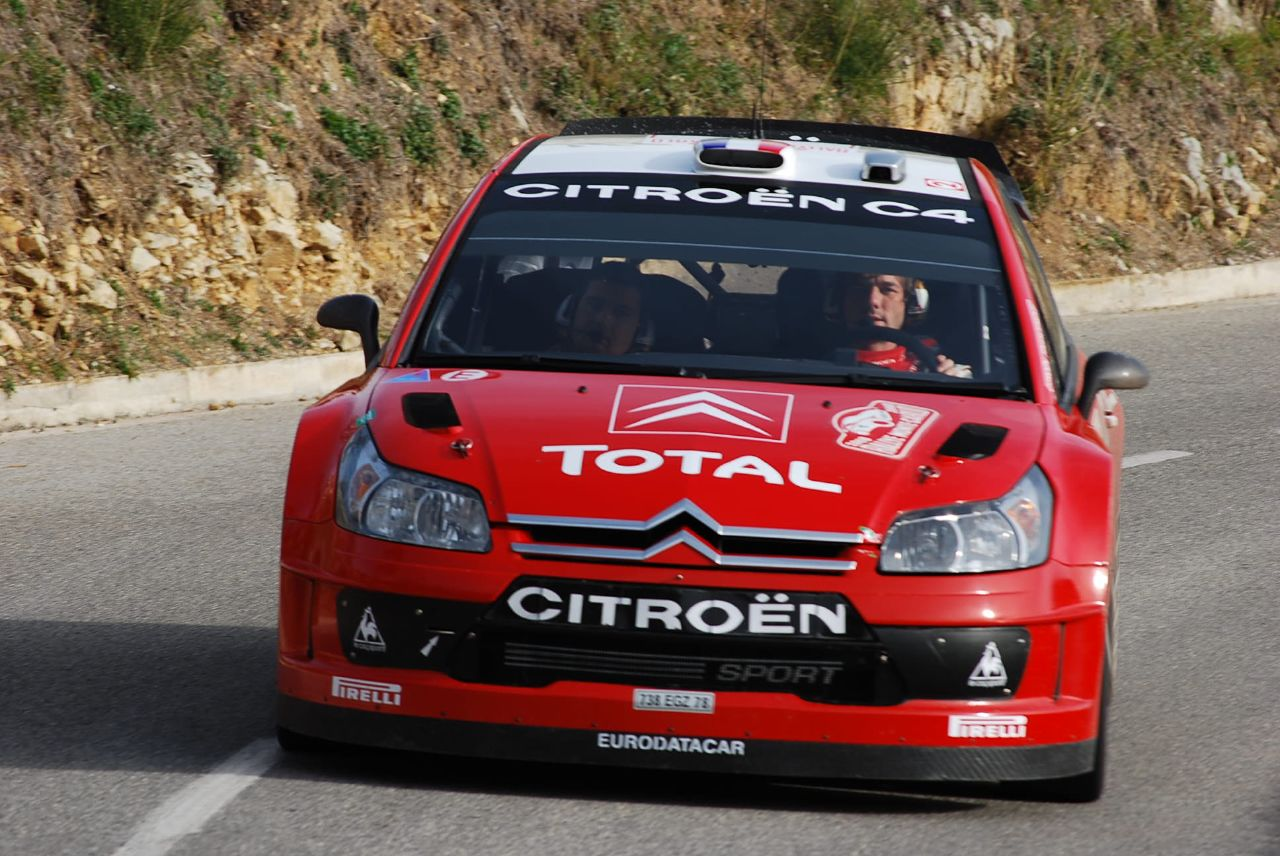
El Citroën C4 WRC cuenta con 3 títulos del Campeonato de Constructores, 36 victorias, 87 podio. Foto : piloto, Sébastien Loeb.

Los coches WRC nacen a partir de las regulaciones del Grupo A, después de que los modelos del Grupo B fueran prohibidos en 1986 por la FIA. Representan los modelos más avanzados para el rally actual, desde el inicio de las regulaciones para la homologación con los automóviles de los desaparecidos Grupo 1 y 2, así como los Grupos 4 y 5, que fueron base para el Grupo B.
El primer año en que participaron los WRC fue en 1997, siendo su estreno en el Rally de Montecarlo, prueba que ganó Piero Liatti con un Subaru Impreza WRC. El primer piloto que tuvo el dudoso honor de estrellar un WRC fue Armin Schwarz con un Ford Escort WRC, en el segundo tramo del Montecarlo de ese mismo año.
Desde entonces han sido los vehículos más potentes e importantes del Campeonato del Mundo, hasta el año 2010, su último año, puesto que para el 2011, serán cambiados por los nuevos WRC, con una homologación basada en los Super 2000. Sébastien Loeb ganó con un Citroën C4 WRC la última prueba en la que han participado estos vehículos: el Rally de Gran Bretaña de 2010.
Las marcas Peugeot, Ford, Toyota, Mitsubishi, Citroën, Hyundai, Seat, Suzuki, Škoda y Opel fueron las marcas que han tenido alguna vez un WRC compitiendo en el mundial de rallyes.

### WRC 1.6
Los nuevos World Rally Car, cuentan con motor 1.6 litros lo que conlleva menos par de motor y más revoluciones, cuentan con turbo y tracción a las cuatro ruedas, son más anchos y cortos, que los hace más fáciles de pilotar en tramos muy técnicos y llenos de curvas, pero con una ligera pérdida de estabilidad en tramos rápidos. Los primeros automóviles en recibir esta nueva homologación fueron el Ford Fiesta y el Citroën DS3, posteriormente lo hizo también el MINI.
El equipo Ford pretendía estrenar los nuevos WRC en el Rally Arctic, prueba puntuable para el campeonato finlandés de rally, con el Ford Fiesta RS WRC, con los pilotos Hirvonen y Latvala, como parte de los test de preparación para el Rally de Suecia, primera prueba de la nueva temporada 2011, pero un accidente de Latvala provocó la suspensión de dicha participación en el rally.
La primera prueba donde participaron los nuevos WRC fue el Rally de Suecia de 2011. Donde compitieron 13 World Rally Cars: cuatro Peugeot 208 T16 WRC y nueve Ford Fiesta RS WRC.

## Características

### Motor
Para limitar la potencia de los motores, todos los que tienen turbocompresor son adecuados con un restrictor de aire de 34 mm de diámetro, colocado antes de la entrada del turbocompresor, limitando, así, el flujo de aire a cerca de 10 metros cúbicos por minuto. La potencia máxima de un motor de un WRC oscila entre 300 y 350cv, ya que se sobreentiende que tienen de 280 a 315, pero esta cifra es mayor. Tienen una cilindrada de unos 2.000cc, al que se le ajusta un turbocompresor modificado.
A 2000 rpm, que es la velocidad promedio en el modo de "etapa", la potencia es apenas superior a los 200 CV.

### Cabina

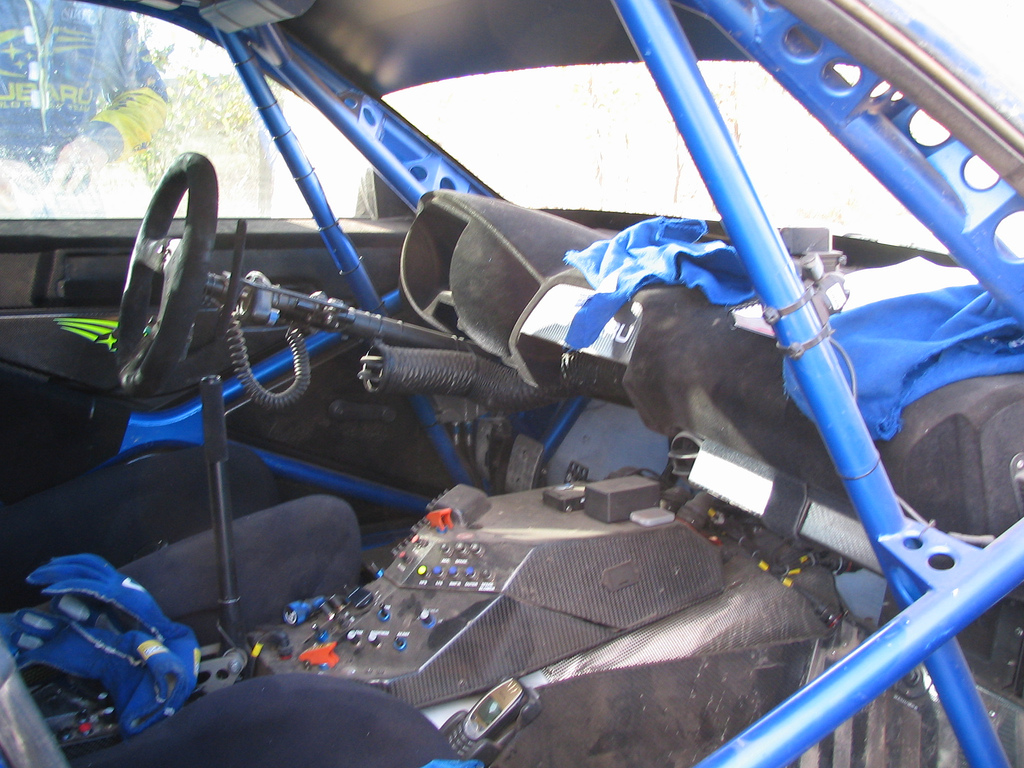
Interior de un Subaru Impreza WRC. El parecido con un vehículo de calle es mínimo.

La cabina es totalmente modificada. Los instrumentos de calle desaparecen. El volante y los pedales se sustituyen por unos modelos de competición; se eliminan las bolsas de aire (o airbags). La instrumentación se reemplaza por una pantalla de cristal líquido centralizada y se dispone de testigos (luces de aviso) que informan de cualquier desperfecto en el auto. Esta pantalla posee alrededor de 12 pantallas, de las cuales sólo dos o tres son utilizadas por los pilotos, especialmente aquellas en donde se muestra la evolución en el prime, el estado de los instrumentos y los tiempos parciales y totales. Los diferentes interruptores se agrupan en una sola consola principal. Para completar el equipamiento, se agregan radios intercomunicadores, cronómetros, un segundo claxon y una palanca de cambios adaptada a competición. Para efectos de seguridad y promoción, las cabinas cuentan con algunas cámaras de circuito cerrado en el interior y otras más en el exterior.

### Seguridad
Además de la carrocería reforzada, los WRC poseen tubos y arcos de seguridad que son colocados en el interior de la carrocería y anclados al bastidor, formando, así, la jaula de seguridad (rollcage, en inglés) que protege a la tripulación. Ésta, por su parte, va ubicada en asientos baquet (asientos deportivos o de canastilla) y asegurada con cinturones de seguridad de cinco puntos, cuyos anclajes se encuentran también en el chasis del auto. Los vehículos están también equipados con dispositivos antiincendio de funcionamiento automático, depósitos de combustible de seguridad deformables e indestructibles y un dispositivo que corta la inyección del motor en caso de accidente. Un botón en el salpicadero permite que el piloto corte la corriente eléctrica.

### Modificaciones varias

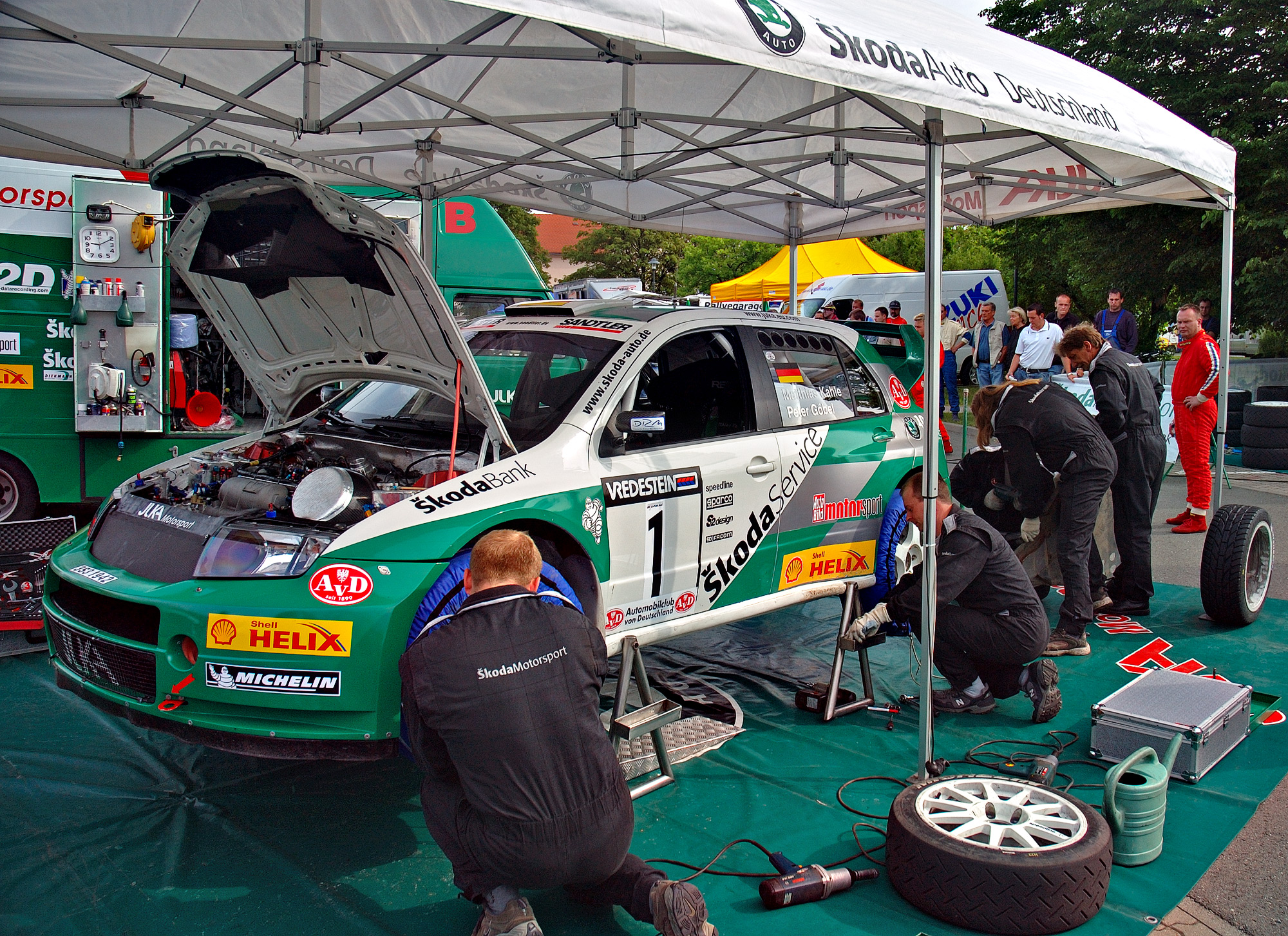
Skoda Fabia en servicio durante el Rally Saxony, en 2005.

- La carrocería es de acero, dispone de una jaula de seguridad integrada y posee forma idéntica a la original con excepción de los pasos de las ruedas y los paragolpes delanteros y traseros, modificados para que el motor y frenos posean una mejor refrigeración.

- La transmisión. Al coche se le añade un eje trasero motriz, lo que obliga a modificar el chasis y dotarlo de un diferencial central para el reparto del par motor entre ejes. Este elemento es controlado electrónicamente. Con las modificaciones realizadas en el eje trasero, se obliga a transformar también la suspensión trasera.

- La caja de velocidades (o caja de cambios) debe respetar la original, pero las relaciones entre marchas se dejan a discreción de cada equipo. El eje delantero no se puede alterar pero los amortiguadores y muelles son libres. En los WRC se aumenta el recorrido de la suspensión respecto a la del modelo base.

- Los frenos son autoventilados, fabricados en acero, ya que los discos de carbono están prohibidos. Estos son capaces de trabajar a temperaturas superiores a los 750 °C. Para la competición en gravilla poseen un diámetro de 295 mm y para las competiciones en asfalto llegan a los 335 mm y pueden trabajar a temperaturas entre 400 °C y 700 °C. La refrigeración es muy importante, ya que si se sobrepasan estos límites, el líquido de frenos puede hervir y la eficacia de estos disminuiría. El sistema ABS y el repartidor de potencia no pueden eliminarse, pero, usualmente, los equipos los desconectan para evitar alargar el frenado y permitir bloquear las ruedas en donde sea importante hacerlo.

- Los neumáticos no pueden sobresalir de la carrocería y pueden montarse llantas de hasta 18 pulgadas de diámetro. Solo puede modificarse el anclaje mediante los cinco habituales tornillos por uno central, al estilo de un coche de Fórmula 1.

## Clases

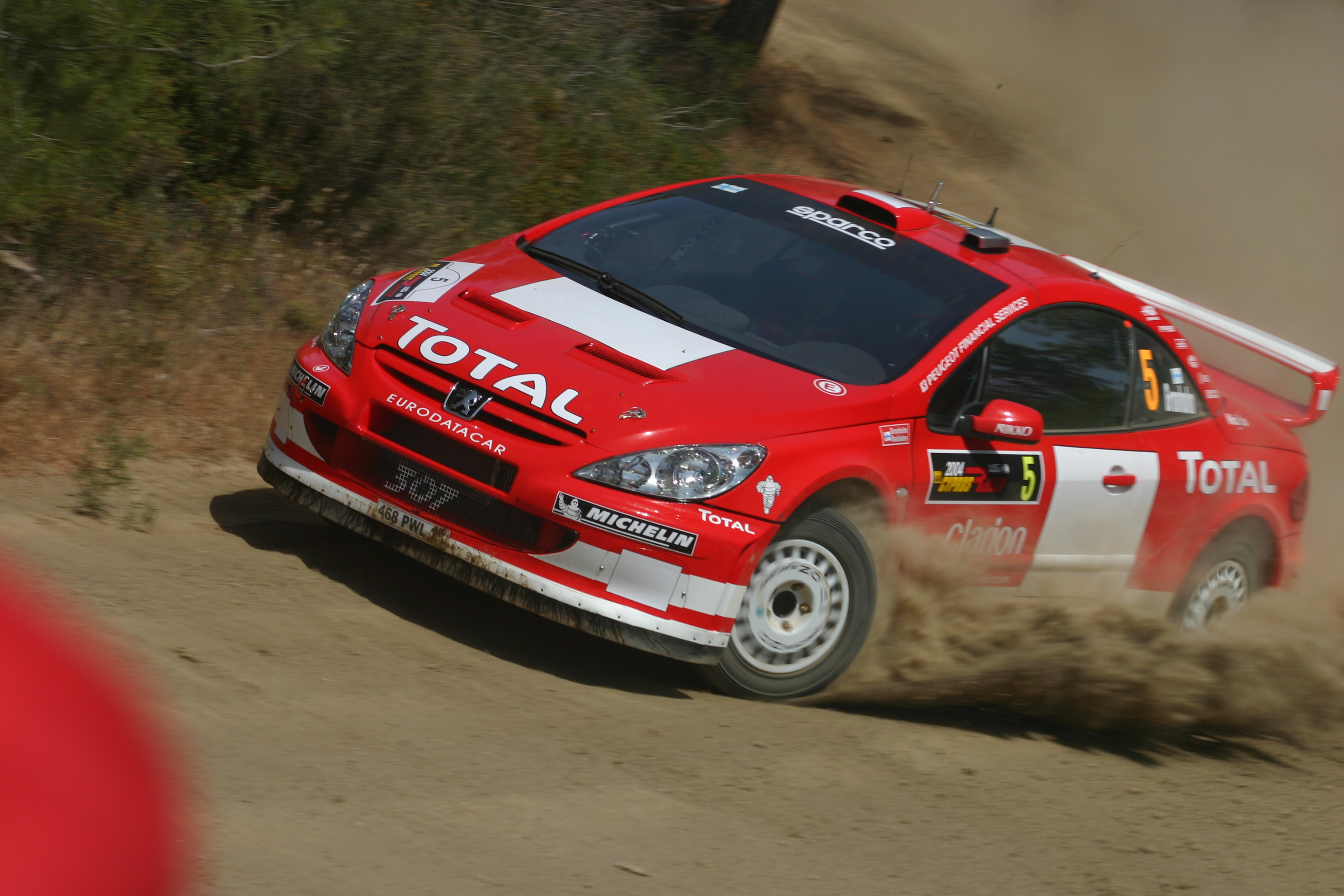
Peugeot 307 correspondiente a la categoría principal, A8.

Los World Rally Car están basados en las regulaciones de los Grupo A. Esta clase se subdivide en cuatro categorías basándose en la capacidad del motor. Hasta 2010, los WRC llevaban un motor de 2.0 Litros, por lo que pertenecían al Grupo A, categoría 8 (o simplemente A8).
| Clase | Capacidad Motor (Cm³)  |
| ----- | ---------------------- |
| A5    | 1400 cc o menos        |
| A6    | 1401 - 1600 cc (S1600) |
| A7    | 1601 - 2000 cc (F2)    |
| A8    | más de 2000 cc (WRC)   |

A partir de 2011, los nuevos WRC contarán con un motor de 1.6 Litros.

## Automóviles con homologación World Rally Car

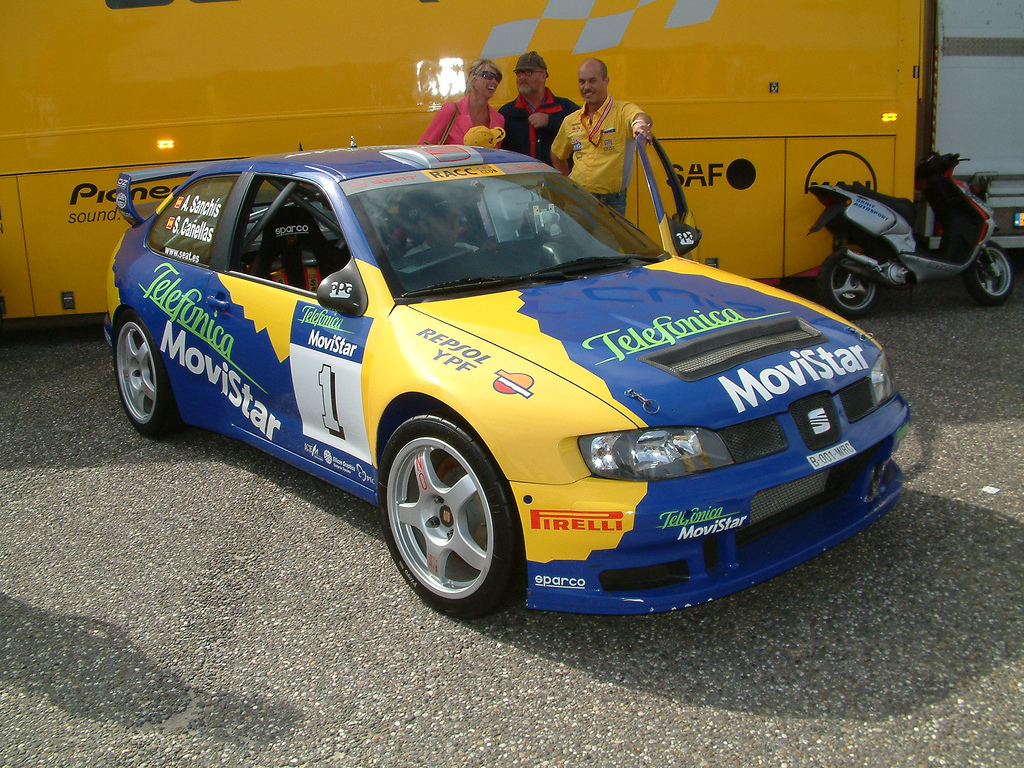
SEAT Córdoba, preparado para la Word Rally car

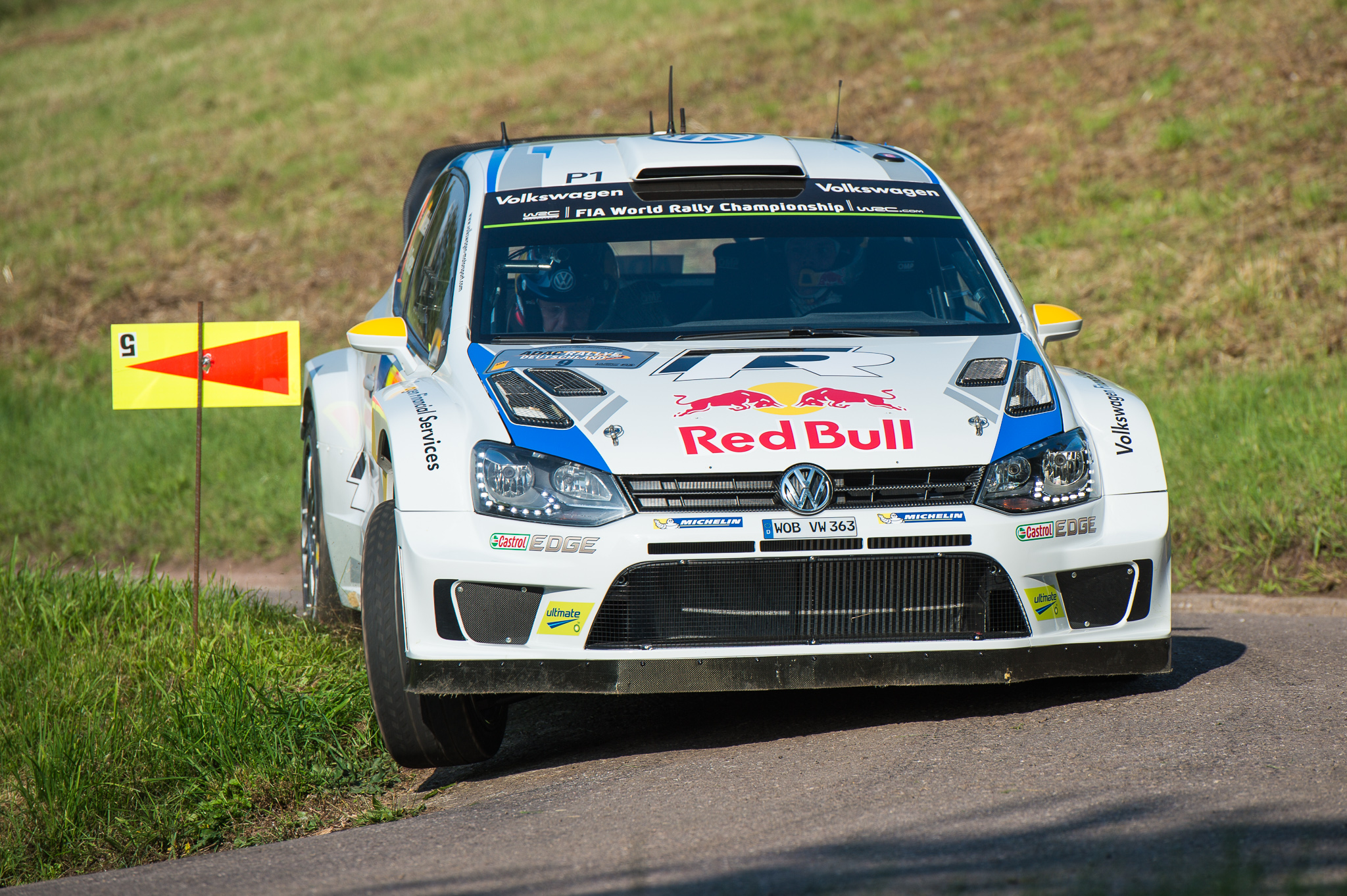
Volkswagen Polo R WRC pilotado por Andreas Mikkelsen.

### 2.0 L
- Peugeot 206 WRC (1999-2003)
- Peugeot 307 WRC (2004-2005)
- Ford Escort WRC (1997-1998)
- Ford Focus RS WRC (1999-2010)
- Hyundai Accent WRC (2000-2003)
- Mitsubishi Lancer WRC (2001-2005)
- Citroën Xsara WRC (2001-2006)
- Citroën C4 WRC (2007-2010)
- Seat Córdoba WRC (1998-2000)
- Škoda Fabia WRC (2003-2005)
- Škoda Octavia WRC (1999-2003)
- Subaru Impreza WRC (1997-2008)
- Suzuki SX4 WRC (2007-2008)
- Toyota Corolla WRC (1997-1999)
- Proton Putra WRC (Sin debut) Este modelo fue un encargo de Proton a Prodrive que construyó dos unidades sobre la base del Proton Putra con motor Mitsubishi. No se llegó a reconocer oficialmente su existencia y tampoco llegó a debutar en ninguna competición.[9]

### 1.6 L
- Citroën DS3 WRC (2011 - 2016 )
- Ford Fiesta RS WRC (2011 - 2016)
- Mini John Cooper Works WRC (2011 - 2012)
- Volkswagen Polo R WRC (2013 - 2016)[10]
- Hyundai i20 WRC (2014 - 2016)[11][12]
- Toyota Yaris WRC (2017 - 2021)[13]
- Hyundai i20 Coupe WRC (2017 - 2021)
- Citroën C3 WRC (2017 - 2019)
- Ford Fiesta WRC (2017 - 2021)
- Toyota Yaris WRC (modelo preparado con reglamento de 2016 y que fue presentado, nunca llegó a debutar)
- Toyota Yaris GR WRC (inició test para competir en 2021, dada la entrada del Rally1 en 2022, se paralizó su preparación)
- VW Polo GTi WRC (modelo preparado para afrontar la temporada 2017 y nollegó a debutar por el retiro del equipo oficial)

### Victorias

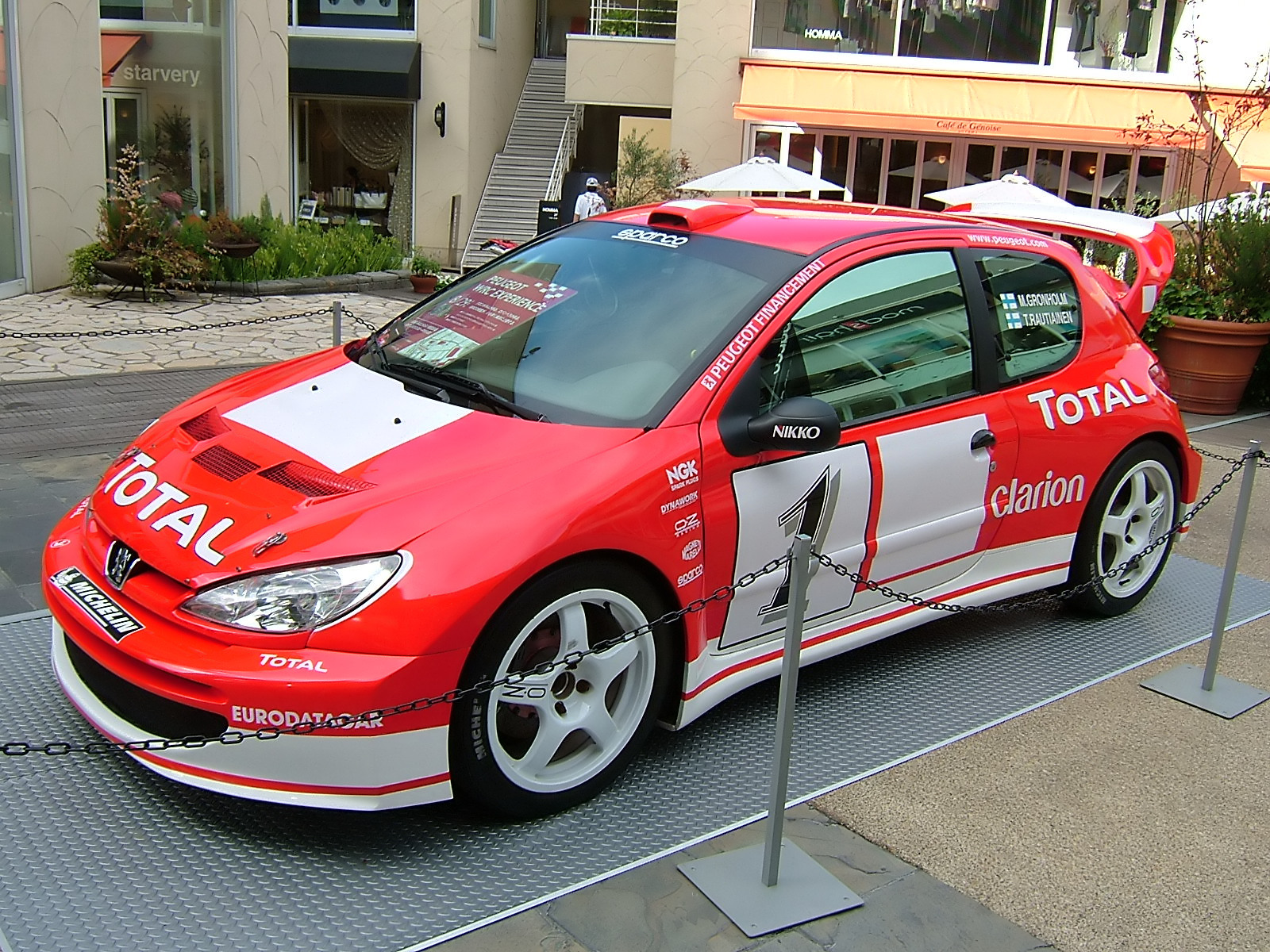
El Peugeot 206 WRC, 3 títulos del Campeonato de Constructores, 24 victorias, 65 podio.

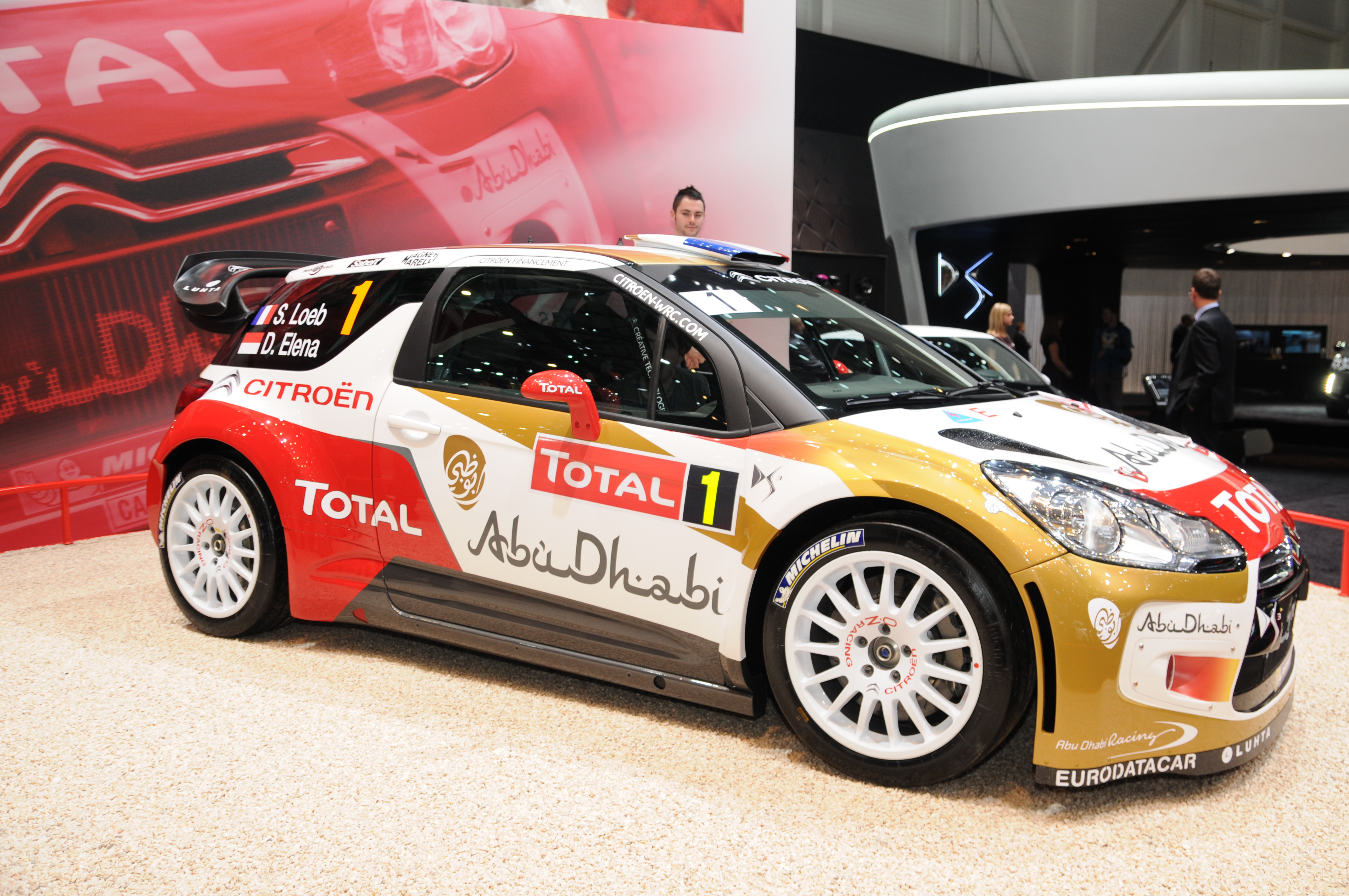
El Citroën DS3 WRC, 2 títulos del Campeonato de Constructores, 26 victorias, 57 podio.

Victorias de los diferentes World Rally Car en el Mundial:
| Costructor | Vehículo               | Periodo   | Victorias | Total | Notas  |
| ---------- | ---------------------- | --------- | --------- | ----- | ------ |
| Citroën    | Citroën Xsara WRC      | 2001-2006 | 32        | 100   | [ 14 ] |
| Citroën    | Citroën C4 WRC         | 2007-2010 | 36        | 100   | [ 14 ] |
| Citroën    | Citroën DS3 WRC        | 2011-2016 | 26        | 100   | [ 14 ] |
| Citroën    | Citroën C3 WRC         | 2017-2019 | 6         | 100   | [ 14 ] |
| Ford       | Ford Escort WRC        | 1997-1998 | 2         | 61    | [ 15 ] |
| Ford       | Ford Focus WRC         | 1998-2010 | 44        | 61    | [ 15 ] |
| Ford       | Ford Fiesta RS WRC     | 2011-2016 | 6         | 61    | [ 15 ] |
| Ford       | Ford Fiesta WRC        | 2017-2021 | 9         | 61    | [ 15 ] |
| Volkswagen | Volkswagen Polo R WRC  | 2013-2016 | 43        | 43    | [ 16 ] |
| Subaru     | Subaru Impreza WRC97   | 1997      | 8         | 35    | [ 17 ] |
| Subaru     | Subaru Impreza WRC98   | 1998      | 3         | 35    | [ 17 ] |
| Subaru     | Subaru Impreza WRC99   | 1999      | 6         | 35    | [ 17 ] |
| Subaru     | Subaru Impreza WRC2000 | 2000      | 3         | 35    | [ 17 ] |
| Subaru     | Subaru Impreza WRC2001 | 2001      | 2         | 35    | [ 17 ] |
| Subaru     | Subaru Impreza WRC2002 | 2002      | 1         | 35    | [ 17 ] |
| Subaru     | Subaru Impreza WRC2003 | 2003      | 4         | 35    | [ 17 ] |
| Subaru     | Subaru Impreza WRC2004 | 2004      | 6         | 35    | [ 17 ] |
| Subaru     | Subaru Impreza WRC2005 | 2005      | 2         | 35    | [ 17 ] |
| Toyota     | Toyota Corolla WRC     | 1997-1999 | 4         | 30    | [ 18 ] |
| Toyota     | Toyota Yaris WRC       | 2017-2021 | 26        | 30    | [ 18 ] |
| Peugeot    | Peugeot 206 WRC        | 1999-2003 | 24        | 27    | [ 19 ] |
| Peugeot    | Peugeot 307 WRC        | 2004-2005 | 3         | 27    | [ 19 ] |
| Hyundai    | Hyundai i20 WRC        | 2014-2016 | 3         | 20    |        |
| Hyundai    | Hyundai i20 Coupe WRC  | 2017-2021 | 17        | 20    |        |

#### Por vehículo
| N.º | Vehículo              | Total |
| --- | --------------------- | ----- |
| 1   | Ford Focus WRC        | 44    |
| 2   | Volkswagen Polo R WRC | 43    |
| 3   | Citroën C4 WRC        | 36    |
| 4   | Subaru Impreza WRC    | 35    |
| 5   | Citroën Xsara WRC     | 32    |
| 6   | Citroën DS3 WRC       | 26    |
| 7   | Toyota Yaris WRC      | 26    |
| 8   | Peugeot 206 WRC       | 24    |
| 9   | Hyundai i20 Coupe WRC | 17    |
| 10  | Ford Fiesta WRC       | 9     |
| 11  | Ford Fiesta RS WRC    | 6     |
| 12  | Citroën C3 WRC        | 6     |
| 13  | Toyota Corolla WRC    | 4     |
| 14  | Peugeot 307 WRC       | 3     |
| 15  | Hyundai i20 WRC       | 3     |
| 16  | Ford Escort WRC       | 2     |

Referencias

### Línea del tiempo
- Evolución cronológica de los World Rally Car oficiales presentes en el campeonato del mundo de rally:

| WRC 2.0 CC            | WRC 2.0 CC | WRC 2.0 CC | WRC 2.0 CC | WRC 2.0 CC | WRC 2.0 CC | WRC 2.0 CC | WRC 2.0 CC | WRC 2.0 CC | WRC 2.0 CC | WRC 2.0 CC | WRC 2.0 CC | WRC 2.0 CC | WRC 2.0 CC | WRC 2.0 CC |
| --------------------- | ---------- | ---------- | ---------- | ---------- | ---------- | ---------- | ---------- | ---------- | ---------- | ---------- | ---------- | ---------- | ---------- | ---------- |
|                       | 97         | 98         | 99         | 00         | 01         | 02         | 03         | 04         | 05         | 06         | 07         | 08         | 09         | 10         |
| Ford Escort WRC       |            |            |            |            |            |            |            |            |            |            |            |            |            |            |
| Subaru Impreza WRC    |            |            |            |            |            |            |            |            |            |            |            |            |            |            |
| Toyota Corolla WRC    |            |            |            |            |            |            |            |            |            |            |            |            |            |            |
| SEAT Córdoba WRC      |            |            |            |            |            |            |            |            |            |            |            |            |            |            |
| Ford Focus WRC        |            |            |            |            |            |            |            |            |            |            |            |            |            |            |
| Peugeot 206 WRC       |            |            |            |            |            |            |            |            |            |            |            |            |            |            |
| Škoda Octavia WRC     |            |            |            |            |            |            |            |            |            |            |            |            |            |            |
| Hyundai Accent WRC    |            |            |            |            |            |            |            |            |            |            |            |            |            |            |
| Mitsubishi Lancer WRC |            |            |            |            |            |            |            |            |            |            |            |            |            |            |
| Citroën Xsara WRC     |            |            |            |            |            |            |            |            |            |            |            |            |            |            |
| Škoda Fabia WRC       |            |            |            |            |            |            |            |            |            |            |            |            |            |            |
| Peugeot 307 WRC       |            |            |            |            |            |            |            |            |            |            |            |            |            |            |
| Suzuki SX4 WRC        |            |            |            |            |            |            |            |            |            |            |            |            |            |            |
| Citroën C4 WRC        |            |            |            |            |            |            |            |            |            |            |            |            |            |            |

|                       | 11 | 12 | 13 | 14 | 15 | 16 | 17 | 18 | 19 | 20 | 21 |
| Ford Fiesta RS WRC    |    |    |    |    |    |    |    |    |    |    |    |
| Citroën DS3 WRC       |    |    |    |    |    |    |    |    |    |    |    |
| Volkswagen Polo R WRC |    |    |    |    |    |    |    |    |    |    |    |
| Hyundai i20 WRC       |    |    |    |    |    |    |    |    |    |    |    |
| Ford Fiesta WRC       |    |    |    |    |    |    |    |    |    |    |    |
| Hyundai i20 Coupe WRC |    |    |    |    |    |    |    |    |    |    |    |
| Citroën C3 WRC        |    |    |    |    |    |    |    |    |    |    |    |
| Toyota Yaris WRC      |    |    |    |    |    |    |    |    |    |    |    |